# Nisshō

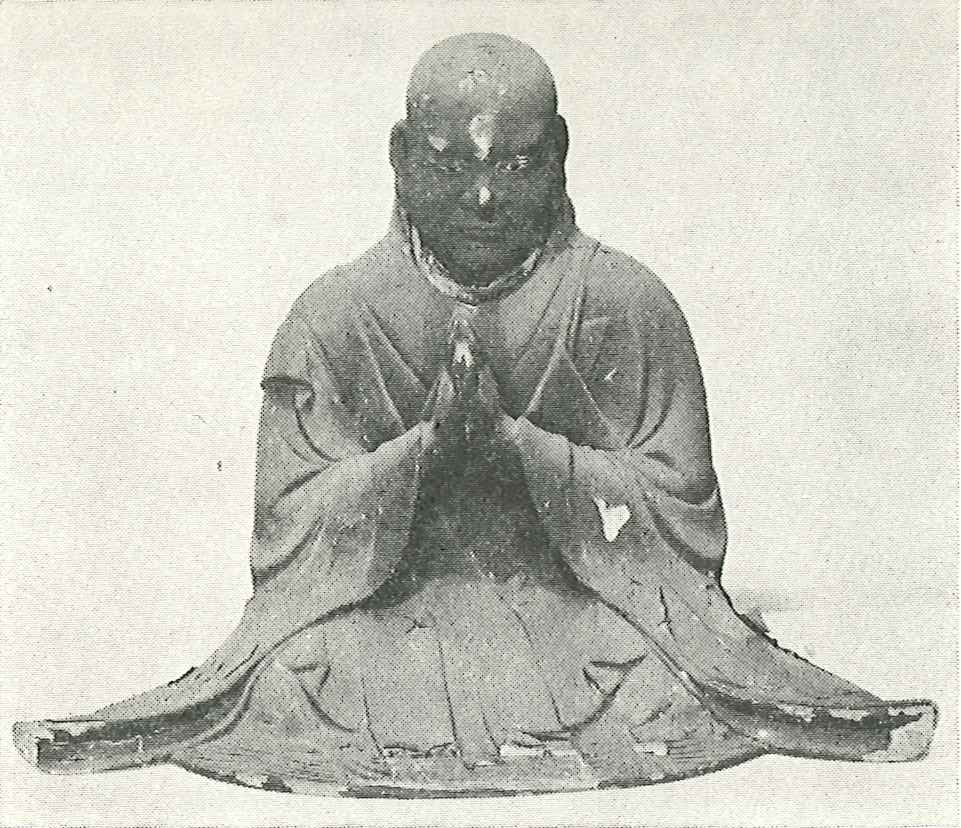
Statue von Nisshō

Nisshō (jap. 日昭; * 1221; † 1323) war einer der sechs älteren Schüler Nichirens und Onkel des Nichirō. Er war der einzige Schüler Nichirens der älter war als Nichiren selbst.
Wie Nichiren war auch Nisshō ein Priester des Tendai und selbst nach Nichirens Tod war er um eine Reform der Tendai-Schule bemüht.
Auf Nisshō geht die Gründung des Myohokke-ji Tempels zurück. Innerhalb des Nichiren-Buddhismus gilt er zudem als Begründer der Hama-Schule.